# Darwin Airline
Darwin Airline war eine Schweizer Fluggesellschaft mit Sitz in Lugano und Basis auf dem Flughafen Lugano. Sie nutzte im Aussenauftritt zuletzt die Bezeichnungen Etihad Regional und dann Adria Airways Switzerland. Der Gesellschaft wurden am 28. November 2017 die nötigen Lizenzen entzogen und sie erhielt ein Flugverbot.
Am 12. Dezember 2017 stellte sie den Flugbetrieb ein.

## Geschichte

### 2003 – Gründung
Die Fluggesellschaft wurde 2003 gegründet, nachdem die nationale Fluggesellschaft Swiss Lugano aus ihrem Streckennetz gestrichen hatte. Seit Ende Juli 2004 verfügt die Darwin Airline über eine Betriebsbewilligung des Bundesamtes für Zivilluftfahrt (BAZL) und hat am 28. Juli 2004 ihren Linienflugbetrieb mit dem Jungfernflug von Lugano nach Genf aufgenommen.
Im November 2010 gab die Gesellschaft die Übernahme der von Baboo bedienten Ziele sowie eines Teils ihrer Geschäftsaktivitäten bekannt. Die Übernahme wurde nach Zustimmung der zuständigen Behörden im ersten Quartal 2011 vollgezogen.

### 2013 – Einstieg von Etihad
Im November 2013 wurde bekanntgegeben, dass Etihad Airways einen Anteil von 33,3 Prozent übernimmt. Darwin Airline bekam im Aussenauftritt die Bezeichnung Etihad Regional und sollte deutlich ausgebaut werden. Im April 2015 wurde die Beteiligung vom Schweizer Bundesamt für Zivilluftfahrt bewilligt; die lange Bearbeitungszeit wurde sowohl von Darwin Airline als auch von Etihad kritisiert.

### 2015 – Streckenabbau
Im Januar 2015 wurde bekannt, dass Etihad Regional zum Ende des Monats die Strecken von Zürich nach Lugano und Linz, sowie die Strecken von Genf nach Toulouse und Nizza streichen und 60 von 320 Mitarbeitern entlassen würde. Entstehende Überkapazitäten an Flugzeugen sollten mit Wetlease-Verträgen zu Gunsten von anderen Fluggesellschaften kompensiert werden. Als Grund wurden die harte Konkurrenz mit der Swiss sowie ausstehende Bewilligungen vom Bundesamt für Zivilluftfahrt für Codeshare-Flüge zusammen mit Etihad Airways genannt.
Am 18. Februar 2015 stellte die Gesellschaft ohne Vorankündigung einen Grossteil ihrer Routen ein, lediglich die Inlandsflüge Zürich-Genf und Lugano-Genf und die Flüge nach Italien in Kooperation mit Alitalia werden weiterhin angeboten.
Im Dezember 2015 beendete Darwin Airline die Kooperation mit SkyWork Airlines.

### 2017 – Übernahme durch 4K Invest
Am 20. Juli 2017 wurde bekannt, dass Etihad sowie alle anderen Aktionäre der Darwin Airline ihre Anteile an die luxemburgische Beteiligungsgesellschaft 4K Invest, die u. a. Eigentümerin der slowenischen Fluggesellschaft Adria Airways ist, verkauft haben. Darwin Airline sollte im Zuge der Übernahme als unabhängiges Unternehmen bestehen bleiben; der Aussenauftritt sollte unter der Marke Adria Airways Switzerland erfolgen. Am 27. November 2017 meldete Darwin Airline Nachlassstundung an, die schweizerische Variante des amerikanischen Chapter 11. Einen Tag später entzog die schweizerische Aufsichtsbehörde Bundesamt für Zivilluftfahrt Darwin Airline mit sofortiger Wirkung die Betriebserlaubnis. Die Gesellschaft durfte daraufhin keine eigenen gewerbsmässigen Linienflüge mehr durchführen, jedoch Flüge im Auftrag anderer Fluggesellschaften. Am 12. Dezember 2017 wurde Darwin Airline für insolvent erklärt. Das Unternehmen wird abgewickelt und aufgelöst, auch das AOC ist nun ungültig.

## Flugziele

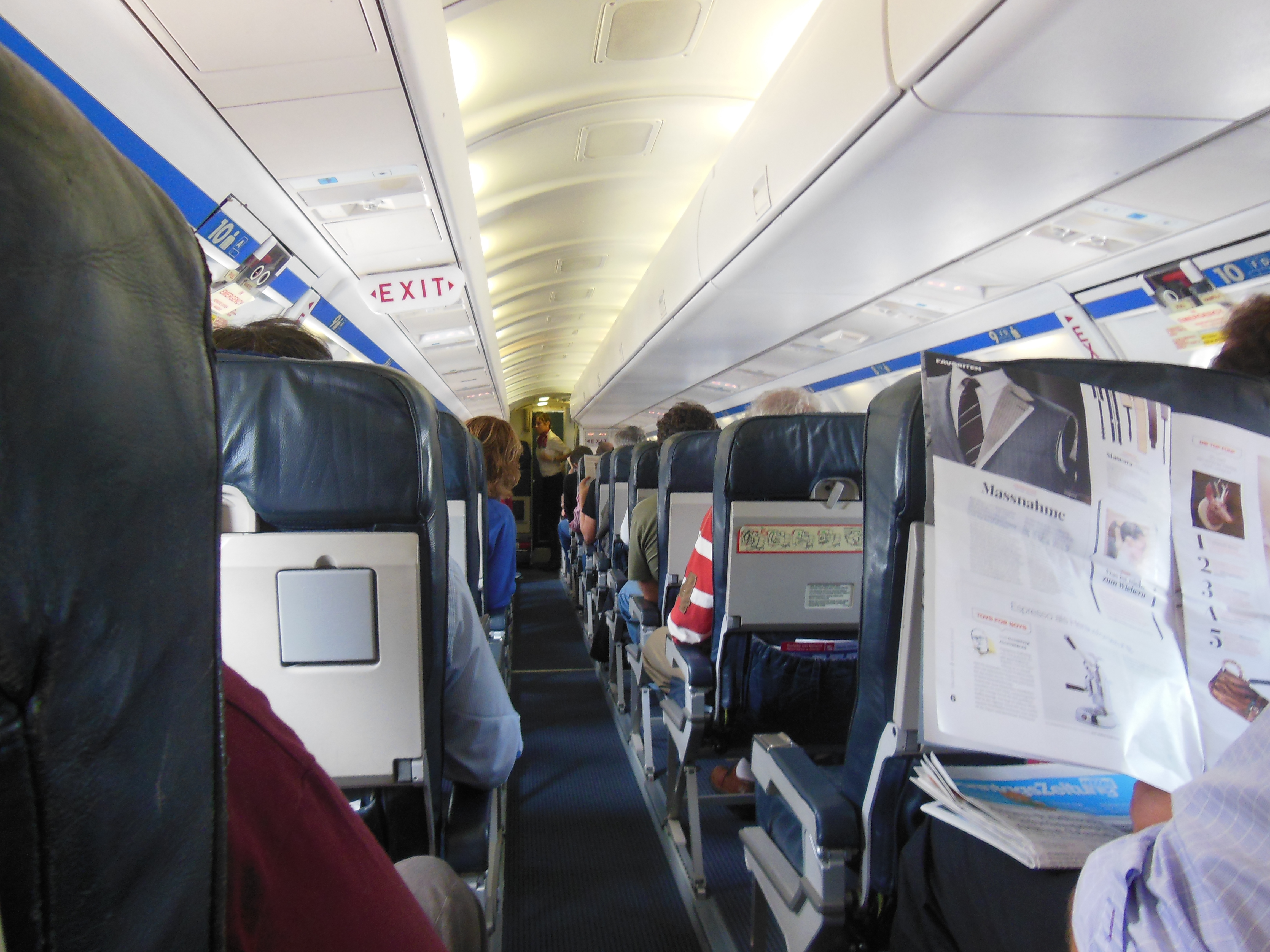
Innenraum einer Saab 2000

Darwin Airline bediente für Adria Airlines innereuropäische Ziele. Ab 2018 sollte sich Darwin Airline auf ACMI-Leasing fokussieren, die Flotte sollte dazu weiter reduziert werden.

### Ehemalige Ziele
Im März 2015 wurden die Flüge nach England, Niederlande, Deutschland, Österreich, Serbien sowie zu italienischen Inseln wie Sizilien, Lampedusa und Pantelleria eingestellt. Die Basis in Leipzig/Halle, die seit September 2013 existierte, wurde ebenfalls im März 2015 aufgelöst. Ziele ab Leipzig-Halle waren Paris, Amsterdam, Zürich und Genf. Die tägliche Verbindung von Dresden nach Amsterdam und Zürich (seit August 2014) sowie zwei tägliche Verbindungen nach Wien (seit November 2014) wurden auch eingestellt.
Von Juni 2013 bis Mitte 2015 wurde auf Basis eines Codeshare-Abkommens mit Alitalia eine tägliche Verbindung von Bozen nach Rom angeboten.

## Flotte

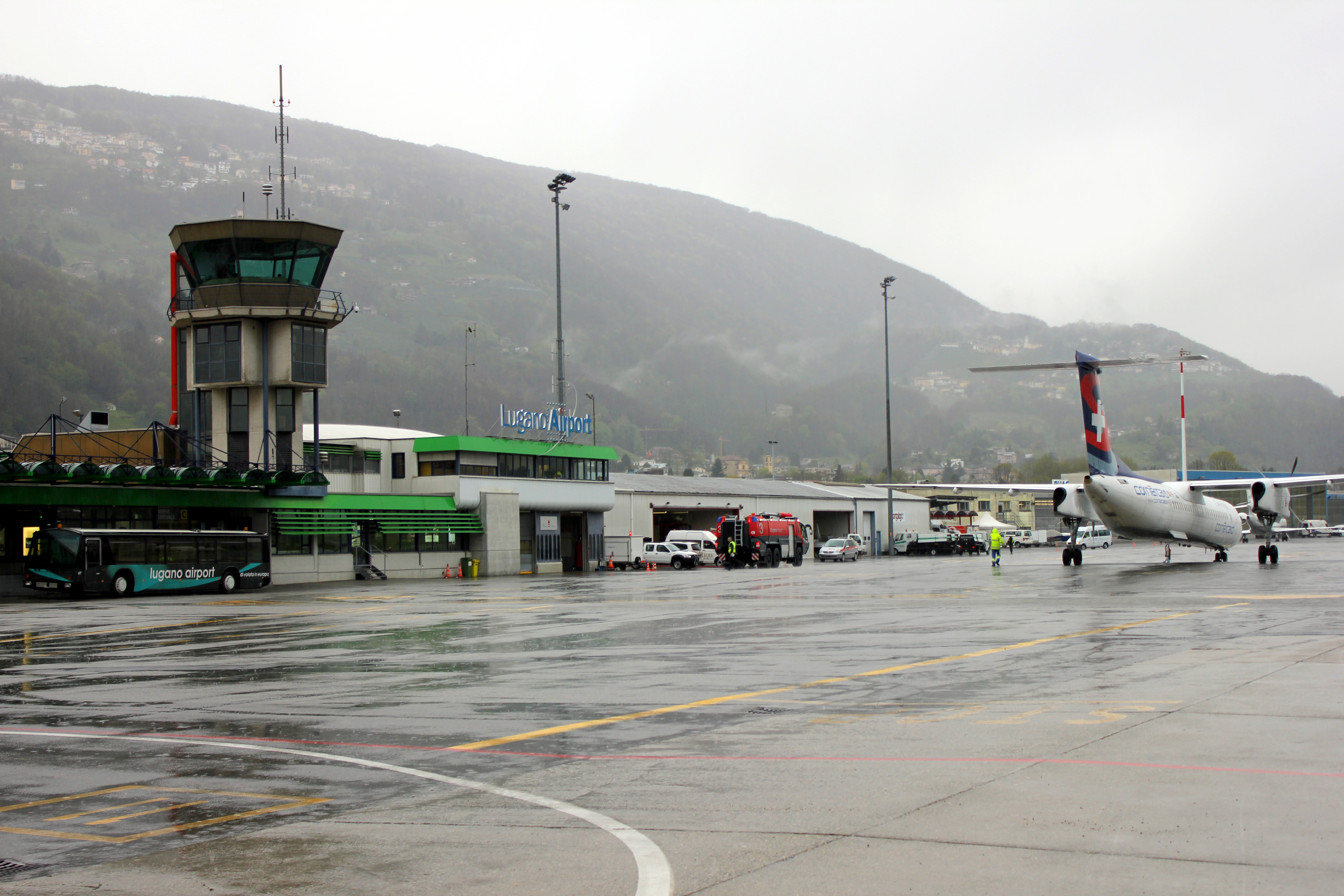
Die Heimatbasis der Darwin Airline: Der Flughafen Lugano

Mit Stand Mai 2017 bestand die Flotte der Darwin Airline aus zehn Flugzeugen mit einem Durchschnittsalter von 19,1 Jahren:
| Flugzeugtyp | Anzahl | bestellt | Anmerkungen                                       | Durchschnittsalter |
| ----------- | ------ | -------- | ------------------------------------------------- | ------------------ |
| ATR 72-500  | 04     |          | Erste Auslieferung 2012; 4 betrieben für Alitalia | 16,1 Jahre         |
| Saab 2000   | 06     |          | Erste Auslieferung 2004; 2 betrieben für Alitalia | 21,1 Jahre         |
| Gesamt      | 10     |          |                                                   | 19,1 Jahre         |

## Zwischenfälle
- Darwin-Airline-Flug 250: Am 28. Januar 2014  brach einer Saab 2000 von Leipzig bei der Landung in Paris das Bugrad weg, wodurch der vordere Teil des Flugzeugs auf der Landebahn aufschlug. Die 16 Passagiere und drei Besatzungsmitglieder blieben unverletzt.[21][22][23]